# Luigi Longo
Luigi Longo, anomenat "Gallo" (Fubine, 15 de març del 1900 – Roma, 16 d'octubre del 1980) fou un polític i antifeixista italià que lluità amb les Brigades Internacionals a la Guerra Civil espanyola i esdevingué posteriorment secretari general del Partit Comunista Italià (PCI). El 1933 fou nomenat membre del comitè polític del Komintern i el 1934 signà el pacte per la unitat d'acció entre el PCI i el Partit Socialista Italià. El 1936 participà en la Guerra Civil espanyola de la mà del republicà Randolfo Pacciardi i en qualitat d'Inspector de les Brigades Internacionals, utilitzant el sobrenom de "Gallo". Després de la caiguda de la Segona República Espanyola marxà a França.